# Греков, Юрий Фёдорович
Юрий Фёдорович Греков (16 апреля 1938, Кагул, Бессарабия — 19 августа 2010, Кишинёв) — русский писатель и журналист Молдавии.

## Биография
Родился в Кагуле в болгарской семье. Отец — Фёдор Ильич Греков (1903—1990). Мать — Елена Дмитриевна Грекова (Нотевская, 1906—1998). Работал в районных газетах до 1964 года, затем — в молдавской республиканской прессе. С 1975 года — член Союза писателей СССР.
С 1988 года до конца своей жизни — главный редактор литературного журнала «Кодры (Молдова литературная)».
Первая книга (для детей) «Голубые искры» была издана в кишинёвском издательстве «Лумина» в 1966 году. В последующие годы вышло более двадцати книг. Повесть «Дротик Одиссея» опубликована в Германии (1981), сборник «На кругах времен» — в Болгарии (1982), повесть «Калиф на час» издана на румынском языке (1990), «Эминеску в зеркале филателии» (1995) — на русском и румынском. Переводил прозу с украинского, румынского и болгарского языков.
До последнего времени работал над десятитомной «Энциклопедией Юрия Грекова от А до Я» — на сегодняшний день на русском и румынском языках вышли первые семь томов: «Румыния в лицах», «Сюрпризы, курьезы и всякая всячина», «Родина», «О, женщины», «На пороге Вселенной», «Как это было», «Короны, короны, короны». Подготовлены к печати (опубликованы в журнальном варианте) «Евреи знаменитые, очень знаменитые и очень-очень знаменитые», «Имя на карте», «Масоны. Кто это?».
Государственные награды — медаль «Михай Эминеску» (1996) за «литературные заслуги», орден «Глория мунчий» («Трудовая слава», 1998) и высшая награда страны — Орден Республики (2010).
Скончался 19 августа 2010 года, похоронен 21 августа 2010 года.

## Книги
- «Голубые искры» (1966)
- «Путешествие в Стелланию» (1968)
- «Ледоход в конце лета»(1973)
- «Почему журавли летают косяком»(1976)
- «На кругах времен»(1978)
- «Кто ты, марка?» (1980)
- «Семь шагов за горизонт» (1980)
- «По кръговете на времето» (1982.Болгария)
- «Там, на неведомых тропинках»(1984,1990)
- «Ключи к тысяче дверей»(1986)
- «Однажды ночью» (1981)
- «Путешествие домой» (1985)
- «Пътешествие в къщи»(1986)
- «Слышишь? Кричит сова!»(1988)
- «Ключ эсперанто» (1994)
- «Эминеску в зеркале филателии» (1995)
- «Энциклопедия Юрия Грекова от А до Я».
- 1. «Румыния в лицах» (1996)
- 2. «Сюрпризы, курьезы и всякая всячина» (1999)
- 3. «Romania în chipuri» (2000)
- 4 «Родина» (2001)
- 5. «О, женщины» (2002)
- 6. «На пороге Вселенной» (2003)
- 7. «Как это было»(2004)
- 8. «Короны, короны, короны» (2005)
- 9. «О, жени…» (2009, Болгария)